# Festival Puccini

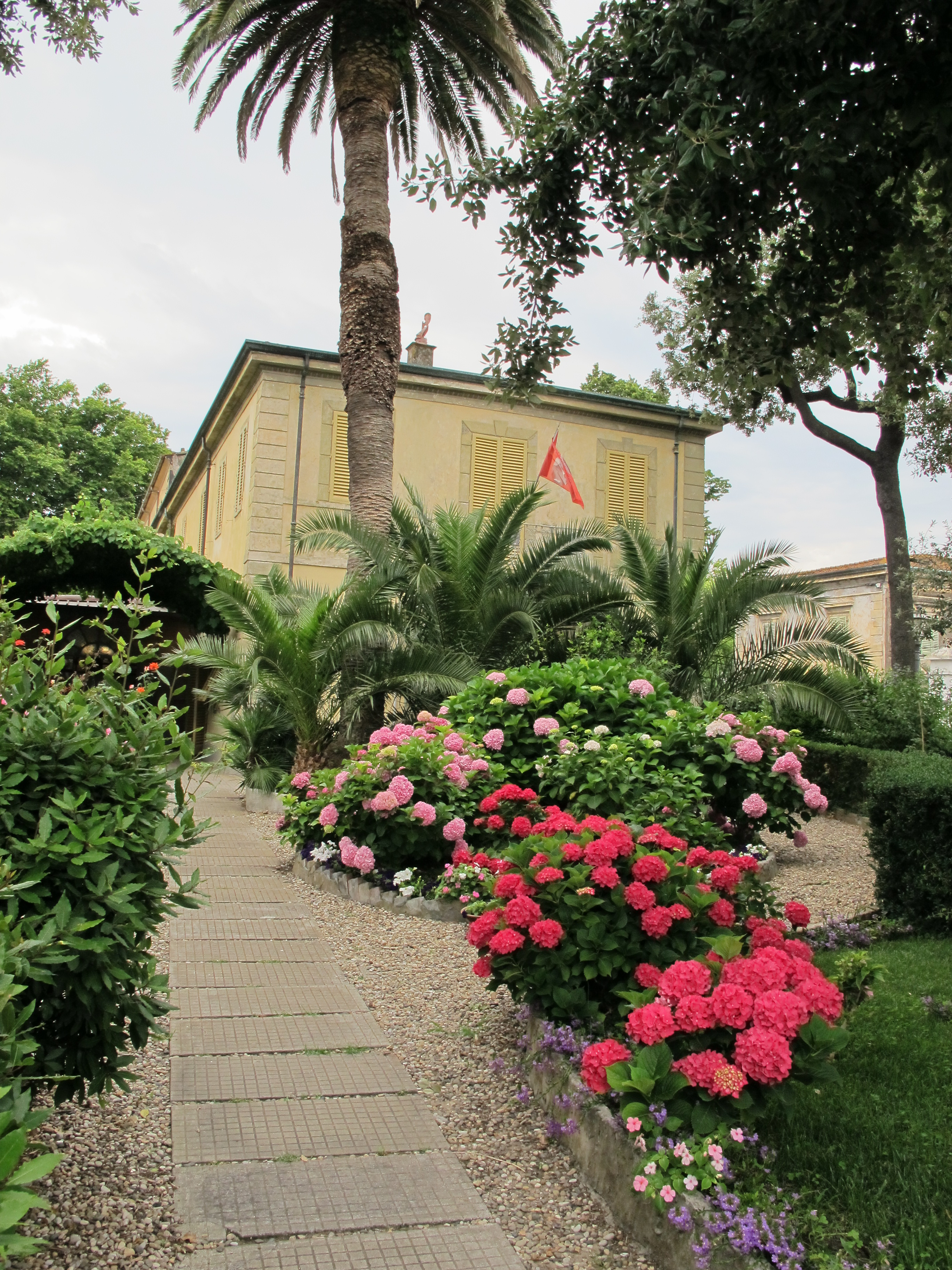
Die Villa Puccini in Torre del Lago

Das Festival Puccini (oder auch Puccini Festival) ist ein jährlich seit 1930 im Juli und August in Torre del Lago in Italien stattfindendes Opernfestival, das Werke des italienischen Komponisten Giacomo Puccini aufführt. Seit 1971 vergibt die Puccini Festival Foundation außerdem den Premio Puccini.

## Hintergrund
Das Festival wird in einem Freilichttheater in Torre del Lago veranstaltet. Der Ort liegt zwischen dem Lago di Massaciuccoli und dem Tyrrhenischen Meer, etwa 4 Kilometer entfernt von den Stränden von Viareggio an der toskanischen Riviera und 18 Kilometer entfernt von Pisa und Lucca, dem Geburtsort des Komponisten.
Beim Festival werden jährlich mehrere Opern von Puccini inszeniert, mit jeweils vier bis fünf Aufführungen pro Oper. In den letzten Jahren gehören auch Opern anderer Komponisten, Liederabende und Konzerte zum Programm des Festivals. Dies zieht pro Saison etwa vierzigtausend Zuschauer in das Gran Teatro all’aperto Giacomo Puccini (Großes Freilichttheater Giacomo Puccini) mit seinen 3.200 Sitzplätzen.
Das Freilichttheater liegt in der Nähe der Villa Puccini, in der der Komponist von 1900 bis 1921 lebte, komponierte und seiner Jagdleidenschaft frönte. Puccini arbeitete hier an seinen Opern Tosca, Madama Butterfly, La fanciulla del West, La rondine und Il trittico. Die Verschmutzung des Sees veranlasste Puccini 1921 sich direkt in Viareggio niederzulassen. Nach dem Tod des Komponisten im Jahr 1924 wurde er in einer kleinen Kapelle der Villa Puccini beigesetzt.

## Geschichte

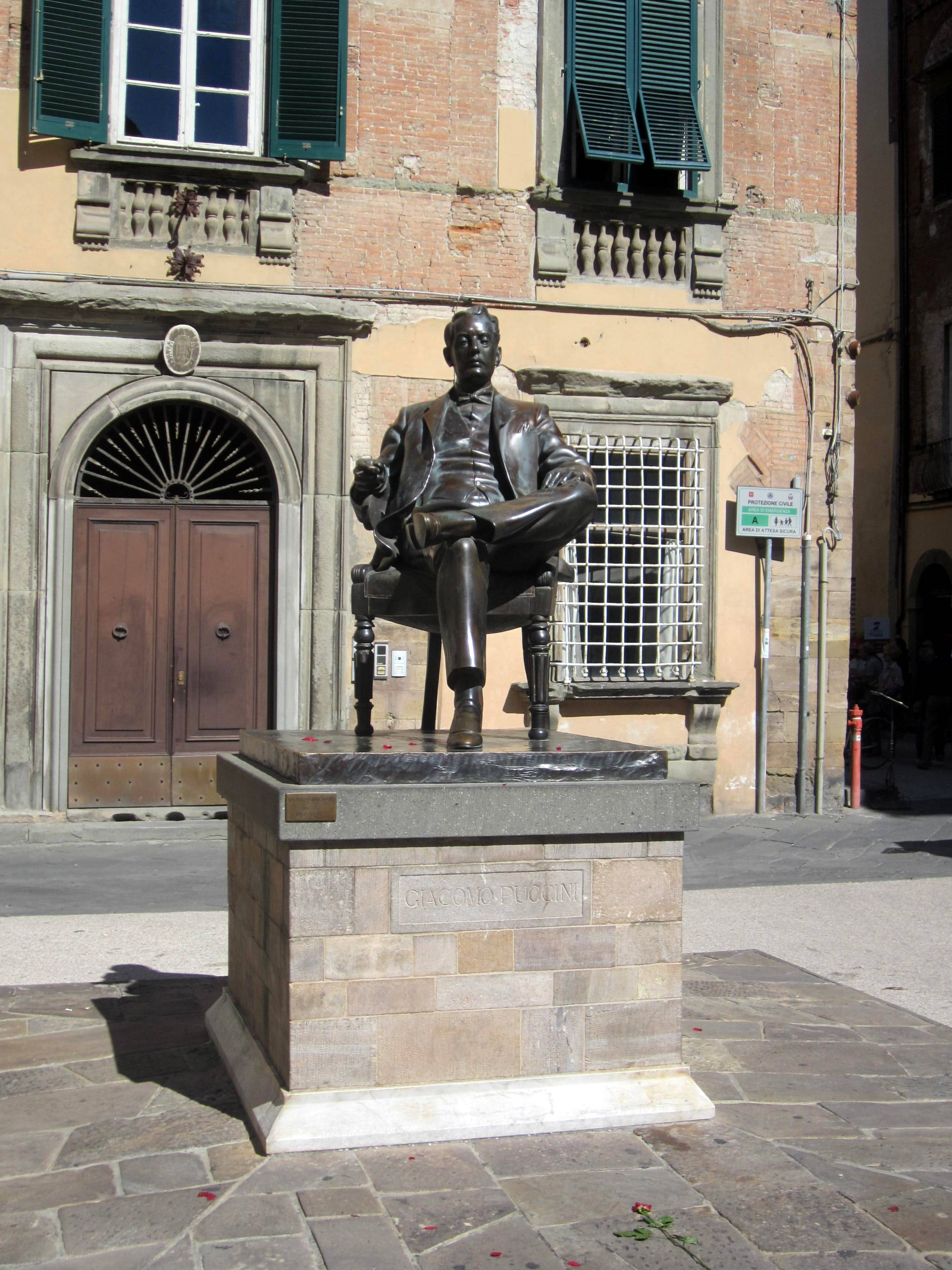
Denkmal für Puccini von Vito Tongiani in der Nähe seines Geburtshauses in der Stadt Lucca

### Anfänge
Das Festival Puccini wird seit 1930 veranstaltet. Die Idee dazu soll auf eine Äußerung Puccinis zurückgehen, die er im Jahr 1924, kurz vor seinem Tod, gemacht hat:

„Ich komme immer hierher und fahre mit dem Boot auf Vogeljagd …, aber einmal möchte ich hierher kommen und eine meiner Opern unter freiem Himmel genießen.“

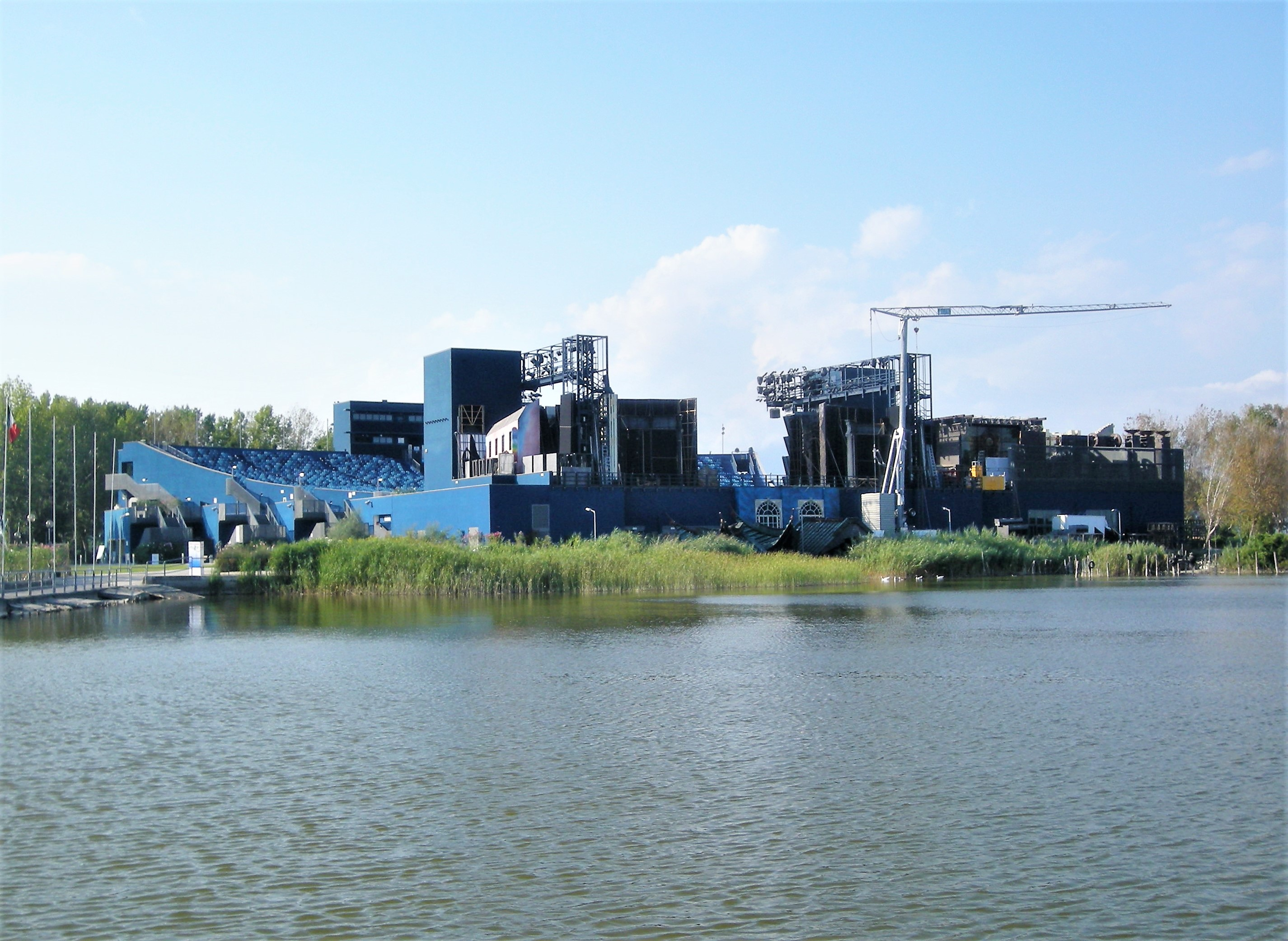
Blick auf das Gran Teatro all’aperto Giacomo Puccini

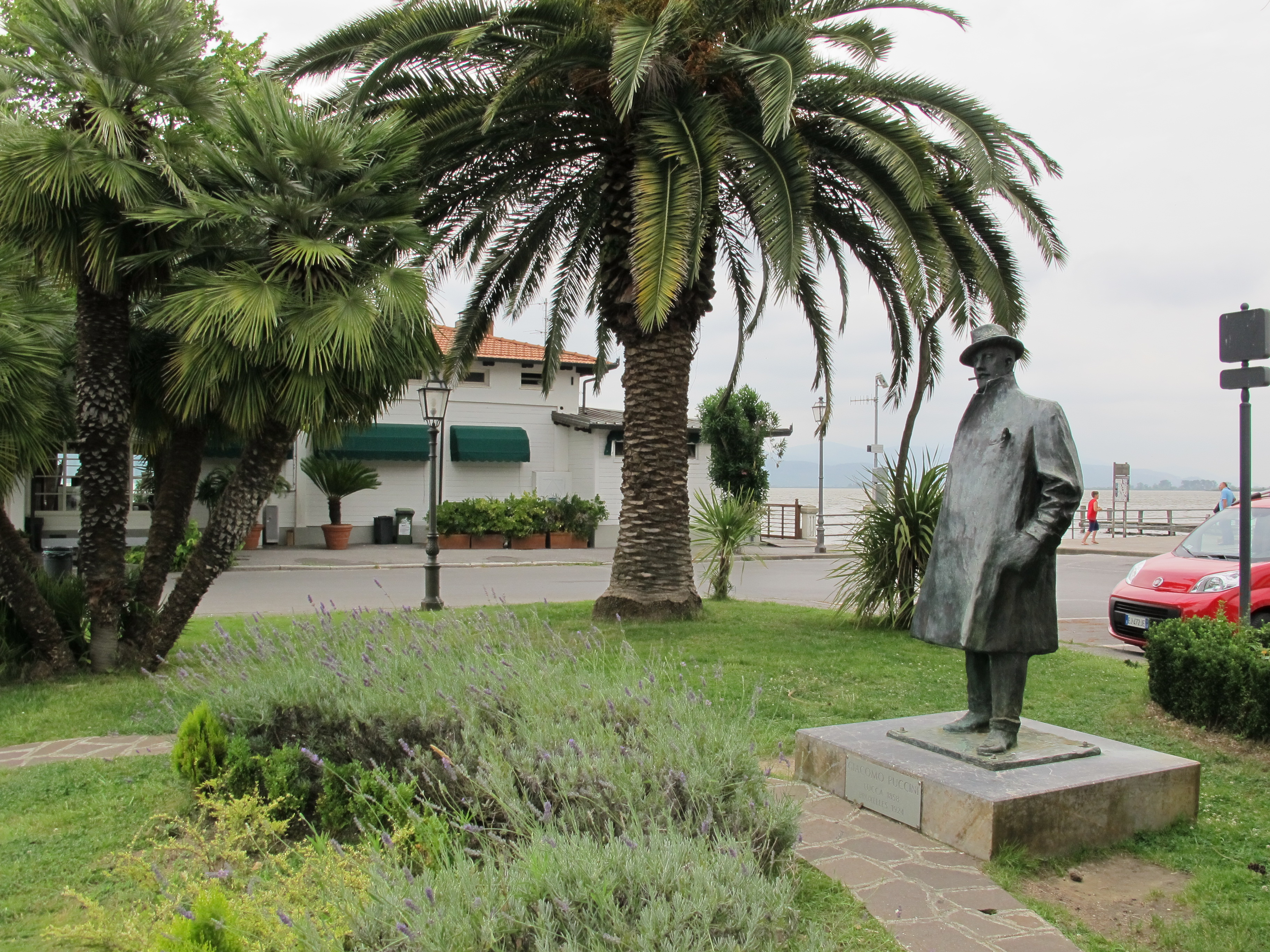
Puccini-Denkmal in Torre del Lago

Am 24. August 1930 inszenierten der Librettist Giovacchino Forzano und der Komponist Pietro Mascagni, beides Freunde Puccinis, eine Oper des Maestro am Seeufer vor der Villa Puccini. In einem provisorisch gebauten Theater, dem Carro di Tespi Lirico, mit einer auf Pfählen errichteten Bühne, führte ein reisendes Opernensemble unter der Leitung von Forzano und dirigiert von Mascagni La Bohème auf. Das gleiche Opernensemble führte 1931 mit Beniamino Gigli und Adelaide Saraceni noch einmal La Bohème auf und gab Madama Butterfly mit Rosetta Pampanini und Angelo Michetti in den Hauptrollen.
In den Jahren vor 1949 gab es aufgrund des politischen Klimas und finanzieller Umstände nur eine weitere Aufführung im Carro di Tespi Lirico, und zwar 1937 ein Konzert.
Erst anlässlich des 25. Todestages von Puccini im Jahr 1949 wurde das Festival mit La fanciulla del West wieder veranstaltet und dann in unregelmäßigen Abständen bis in die 1960er Jahre mit vielen der bekannten Werke des Komponisten fortgeführt.

### Festival seit 1966
Erst seit dem Jahr 1966, als das Festival-Gelände weiter nördlich in die Nähe eines kleinen Hafens verlegt wurde, wird das Festival Puccini jährlich im Sommer durchgeführt.
Nach Gründung der Puccini Festival Foundation im Jahr 1990, die dem Festival eine fundierte finanzielle Basis gab, wurde ein neues Open-Air-Theater mit modernster Ausstattung und Akustik geplant und umgesetzt. Die Stadtverwaltung von Viareggio kaufte hierfür 25.000 Quadratmeter Land, um den Parco della Musica (Musikpark) zu schaffen und darauf das Gran Teatro all’Aperto Giacomo Puccini zu errichten. Darüber hinaus wurden weitere Räumlichkeiten für Proben und Workshops sowie ein überdachtes Studiotheater mit 600 Sitzplätzen gebaut.
In der langjährigen Geschichte des Festivals hat die Bühne von Torre del Lago die berühmtesten und gefeiertsten Namen der Opernwelt beherbergt. Unter ihnen waren Tito Gobbi, der hier sein Debüt als Regisseur mit Tosca gab und Mario Del Monaco, der hier seinen Abschied von der Bühne in einer Aufführung von Il tabarro feierte, außerdem Beniamino Gigli, Giuseppe Di Stefano, Plácido Domingo, Josep Carreras, Luciano Pavarotti, Renata Scotto, Katia Ricciarelli und viele andere.
Im Jahr 2000, dem 70. Jahrestag der ersten Aufführung durch Forzano und Mascagni, präsentierte das 46. Festival Puccini mit Madama Butterfly und Tosca zwei große neue Opernproduktionen. Auf dem Programm stand außerdem die erste Oper von Puccini, Le Villi, mit Auftritten von Katia Ricciarelli und Josè Cura.
Im Jahr 2004 wurde das 50. Festival Puccini mit zwei großen Veranstaltungen gefeiert: eine davon war die Neuinszenierung von Madama Butterfly, anlässlich der Hundertjahrfeier ihrer Uraufführung am 28. Mai 1904 in Brescia. Es dirigierte Plácido Domingo mit Daniela Dessì und Fabio Armiliato in den Hauptrollen. Die zweite Veranstaltung war ein Abend, der Puccinis Heldinnen gewidmet war und die beliebtesten Arien seiner Lieblingsfiguren präsentierte, mit Plácido Domingo als Erzähler in der Rolle von Puccini.

### Festival seit 2010
| Festival             | Jahr | Puccini-Inszenierungen                                                           | Weitere Inszenierungen                                                                                |
| -------------------- | ---- | -------------------------------------------------------------------------------- | --- |
| 56. Festival Puccini | 2010 | La fanciulla del West, Madama Butterfly, Tosca und Turandot                      | Galakonzert von Renée Fleming mit Alberto Veronesi (Dirigent) und dem Orchester des Festivals Puccini |
| 57. Festival Puccini | 2011 | La Bohème, Madama Butterfly und Turandot                                         | |
| 58. Festival Puccini | 2012 | La Bohème, Madama Butterfly und Tosca                                            | La traviata (Giuseppe Verdi)                                                                          |
| 59. Festival Puccini | 2013 | Il tabarro, Tosca und Turandot                                                   | Cavalleria rusticana (Pietro Mascagni) und Rigoletto (Giuseppe Verdi)                                 |
| 60. Festival Puccini | 2014 | Il trittico, La Bohème, Madama Butterfly und Turandot                            | |
| 61. Festival Puccini | 2015 | Madama Butterfly, Il trittico, Tosca und Turandot                                | |
| 62. Festival Puccini | 2016 | La Bohème, Madama Butterfly, Tosca und Turandot                                  | Turandot (Ferruccio Busoni)                                                                           |
| 63. Festival Puccini | 2017 | La Bohème, La rondine, Madama Butterfly, Tosca und Turandot                      | |
| 64. Festival Puccini | 2018 | Il trittico, La Bohème, Madama Butterfly, Manon Lescaut, Tosca und Turandot      | |
| 65. Festival Puccini | 2019 | La fanciulla del West, Turandot, La Bohème, Madama Butterfly, Tosca und Le Villi | |
| 66. Festival Puccini | 2020 | Gianni Schicchi, Tosca und Madama Butterfly                                      | |
| 67. Festival Puccini | 2021 | Tosca, Turandot und La Bohème                                                    | |
| 68. Festival Puccini | 2022 | Madama Butterfly, Tosca, Turandot und La rondine                                 | |
| 69. Festival Puccini | 2023 | La Bohème, Madama Butterfly und Turandot                                         | Herzog Blaubarts Burg (Béla Bartók)                                                                   |
| 70. Festival Puccini | 2024 | Le Villi, Edgar, Manon Lescaut, La Bohème, Tosca, Turandot und Madama Butterfly  | |

### Premio Puccini
Der Premio Puccini wird seit 1971 von der Puccini Festival Foundation verliehen. Bisherige Preisträger sind:
| Jahr | Preisvergabe | Preisträger                                                                 |
| ---- | ------------ | --------------------------------------------------------------------------- |
| 1971 | 1°           | Rosetta Pampanini                                                           |
| 1972 | 2°           | Mafalda Favero                                                              |
| 1973 | 3°           | Gilda dalla Rizza                                                           |
| 1974 | 4°           | Antonietta Stella                                                           |
| 1975 | 5°           | Renata Tebaldi                                                              |
| 1976 | 6°           | Magda Olivero                                                               |
| 1977 | 7°           | Maria Callas (in Erinnerung)                                                |
| 1978 | 8°           | Raina Kabaivanska                                                           |
| 1979 | 9°           | Mirella Freni                                                               |
| 1980 | 10°          | Katia Ricciarelli                                                           |
| 1981 | 11°          | Gina Cigna                                                                  |
| 1982 | 12°          | Margherita Carosio                                                          |
| 1983 | 13°          | Licia Albanese, Cecilia Gasdia, Alfredo Mandelli und Fonit-Cetra            |
| 1984 | 14°          | Rosanna Carteri, Mosco Carner, Rai-Tre und Ente Arena di Verona             |
| 1985 | 15°          | Birgit Nilsson, Gianandrea Gavazzeni und Deutsche Grammophon                |
| 1986 | 16°          | Renata Scotto und Leonardo Pinzauti                                         |
| 1987 | 17°          | Montserrat Caballé, Bruno Bartoletti und Casa Ricordi                       |
| 1988 | 18°          | Iris Adami Corradetti und Luigi Comencini                                   |
| 1989 | 19°          | Ghena Dimitrova und Franco Zeffirelli                                       |
| 1990 | 20°          | Grace Bumbry                                                                |
| 1991 | 21°          | Marcella Pobbe                                                              |
| 1992 | 22°          | Virginia Zeani                                                              |
| 1993 | 23°          | Gigliola Frazzoni                                                           |
| 1994 | 24°          | Jeannette Pilou                                                             |
| 1995 | 25°          | Lorin Maazel                                                                |
| 1996 | 26°          | Stadt Turin anlässlich der Feierlichkeiten zum 100. Jahrestag von La Bohème |
| 1997 | 27°          | Maria Chiara und José Carreras                                              |
| 1998 | 28°          | Adriana Maliponte und Riccardo Muti                                         |
| 1999 | 29°          | Mietta Sighele                                                              |
| 2000 | 30°          | Daniela Dessì                                                               |
| 2001 | 31°          | Gabriella Tucci                                                             |
| 2002 | 32°          | Galina Višnevskaja Pavlovna                                                 |
| 2003 | 33°          | Dame Gwyneth Jones                                                          |
| 2004 | 34°          | Gianna Galli                                                                |
| 2005 | 35°          | Norma Fantini und Bruno Ermolli                                             |
| 2006 | 36°          | Luciano Pavarotti                                                           |
| 2007 | 37°          | Riccardo Chailly                                                            |
| 2008 | 37°          | Woody Allen                                                                 |
| 2009 | 39°          | Maria Guleghina                                                             |
| 2010 | 40°          | Nicola Luisotti                                                             |
| 2011 | 41°          | Takao Okamura und Giovanna Casolla                                          |
| 2013 | 42°          | Amarilli Nizza, Rolando Panerai und Valerio Galli                           |
| 2014 | 43°          | Serena Farnocchia und Fabio Armiliato                                       |
| 2015 | 44°          | Jonas Kaufmann                                                              |
| 2016 | 45°          | Vittorio Grigolo, Wilma Vernocchi und Umberto Bertacca                      |
| 2017 | 46°          | Andrea Bocelli                                                              |
| 2018 | 47°          | Angela Gheorghiu                                                            |
| 2019 | 48°          | Donata D’Annunzio Lombardi                                                  |
| 2021 | 49°          | Michele Girardi                                                             |
| 2021 | 50°          | Michele Dall’Ongaro und Daniela Mazzuccato                                  |
| 2021 | 51°          | Fiorenza Cedolins und Patti Smith                                           |
| 2022 | 52°          | Carlo Fuortes                                                               |
| 2022 | 53°          | Barbara Frittoli                                                            |
| 2023 | 54°          | Gianandrea Noseda                                                           |